# ايمينتالين مزدوي (تاولوكلت)
ايمينتالين مزدوي هي إحدى مشيخات المملكة المغربية، تتبع جغرافيا لإقليم شيشاوة وإداريًا لتاولوكلت. يقدر عدد سكانها بـ 5310 نسمة حسب الإحصاء الرسمي للسكان والسكنى لسنة 2004.